# Mo, Åmåls kommun
Mo är kyrkbyn i Mo socken i norra delen av Åmåls kommun, några km norr om Kasenberg och Åmål. Vid folkräkningen år 2005 förlorade Mo sin status som småort eftersom befolkningen då var mindre än 50 personer. 
Mo kyrka ligger här.